# Sheena Iyengar
Sheena Iyengar (29 de Novembro de 1969) é uma psicóloga e economista canadense, autora da obra The Art of Choosing ("A arte da escolha", em tradução livre), na qual aborda o tema que a tornaria conhecida mundialmente: a escolha.

## Biografia
Sheena Iyengar nasceu em Toronto, no Canadá, e é filha de imigrantes indianos, apesar de ter crescido nos Estados Unidos. Aos 13 anos de idade, contudo, Iyengar perdeu totalmente a visão devido a uma doença degenerativa diagnosticada aos 3 anos e, assim, o ato de realizar escolhas passou a depender, na maior parte das vezes, de descrições feitas por outros.
| “ | Vivemos na era Starbucks, nos dizem que a felicidade está na escolha, mas é mentira. Quem tem muita opção escolhe a pior. | ” |

## Obras
- The Art of Chosing. Nova Iorque: Grand Central Publishing, 2010. ISBN 0446504106
- A arte da escolha. Belo Horizonte: Unicult Editora, 2013. ISBN 9788565400145